# Stellers albatros

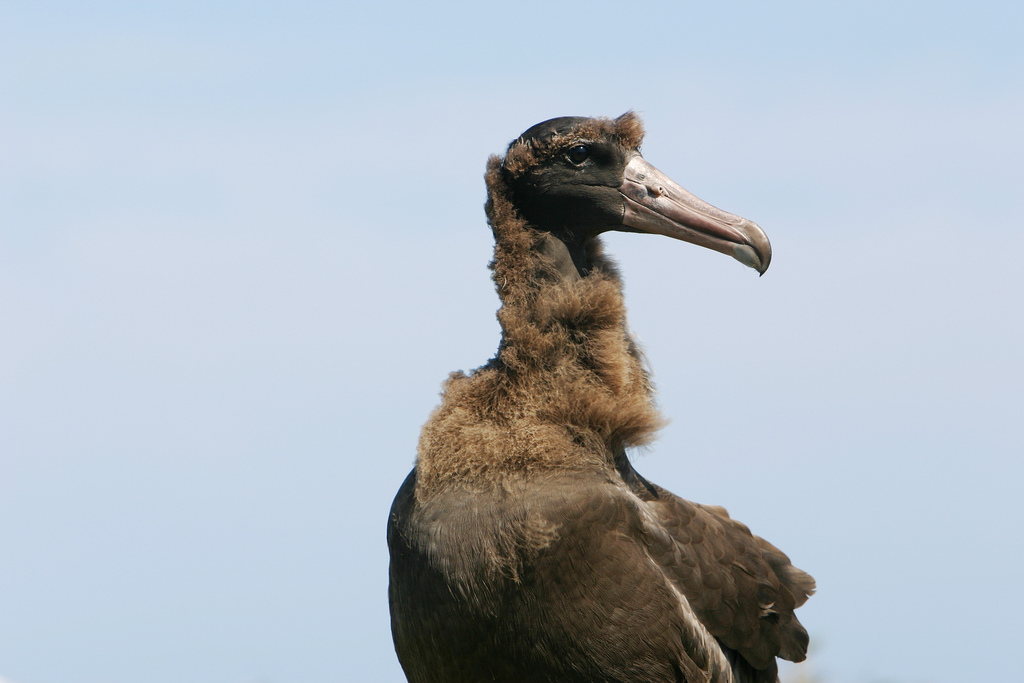
Kuiken van Stellers albatros

Stellers albatros (Phoebastria albatrus) is een grote zeevogel die behoort tot de soorten albatrossen die voorkomen op het noordelijk halfrond, in het noordelijk deel van de Grote Oceaan. Deze soort is beschreven aan de hand van balgen van dieren die door Georg Wilhelm Steller werden verzameld. In 1988 was dit nog een bedreigde diersoort, die in de loop van de 20ste eeuw op de rand van uitsterven stond door de handel in veren.

## Kenmerken
De vogel is 84 tot 94 cm lang, weegt tussen de 4,3 en de 8,5 kg en heeft een spanwijdte van tussen 215-230 cm. Volwassen vogels zijn helemaal wit met zwarte bovenvleugels en een zwarte band over de staart. Stellers albatros is te onderscheiden van de zwartvoetalbatros en de laysanalbatros door zijn grotere formaat en de roze snavel met blauwe punt.

## Voedsel
De vogels voeden zich voornamelijk met pijlinktvissen, maar volgen ook vissersschepen om bijvangst (discards) op te vangen.

## Verspreiding en leefgebied
Buiten het broedseizoen verblijven de onvolwassen vogels en de mannetjes in het noorden van de Grote Oceaan in de Beringzee, terwijl de vrouwtjes zich voornamelijk ophouden aan de kusten van Oost-Siberië en Japan. Er zijn ook waarnemingen aan de kust van Californië.
Stellers albatros nestelt op slechts vier eilandjes in de Oost-Chinese Zee, met de grootste kolonie op het Japanse eiland Torishima (een vulkaaneiland ten zuiden van Japan, een van de Izu-eilanden). In 2011 broedde een paar (twee vrouwtjes) op een eilandje in het noordwesten van Hawaï.

## Status
Stellers albatros werd aan het einde van de negentiende eeuw zwaar bejaagd om zijn mooie veren. In de jaren 1930 was er nog maar één broedkolonie. In 1949 broedden daar ook geen Stellers albatrossen meer en dacht men dat de vogel uitgestorven was. Maar albatrossen doen er lang over voor ze volwassen zijn. Inmiddels was het broedeiland Torishima beschermd en in 1954 keerden ca. 50 inmiddels volwassen geworden Stellers albatrossen terug van hun zwerftochten over de oceaan om te gaan broeden.
De beschermingsmaatregelen hadden succes, want in 2007/08 telde de kolonie 1922 paar. In het seizoen 2013/14 werden in totaal 4200 individuen geteld.
Stellers albatros is een vogelsoort met een beperkt broedgebied waarin vulkaanuitbarstingen, tropische stormen, olievervuiling en de langelijnvisserij potentiële bedreigingen vormen. Om deze redenen staat deze soort als kwetsbaar op de Rode Lijst van de IUCN.